# Antônio Cardoso
Antônio Cardoso är en kommun i Brasilien.   Den ligger i delstaten Bahia, i den östra delen av landet, 1 000 km öster om huvudstaden Brasília. Antalet invånare är 11 548.
Omgivningarna runt Antônio Cardoso är huvudsakligen savann. Runt Antônio Cardoso är det ganska tätbefolkat, med 62 invånare per kvadratkilometer.